# 加伊 (索斯尼齊亞區)
51°39′1″N 32°22′45″E / 51.65028°N 32.37917°E
加伊（烏克蘭語：Гай），是烏克蘭北部的村莊，隸屬切爾尼希夫州的科留基夫卡區。該村始建於1754年，面積0.68平方公里，海拔高度142米，2001年人口118，人口密度每平方公里173.53人。